# عبدالله روزبه النکتی
عبدالله روزبه النکتی قدیمی‌ترین شاعر پارسی‌گوی بومی هندوستان است که از او چند شعر به ما رسیده‌است. وی در روزگار سلطان مسعود غزنوی در لاهور زندگی می‌کرد.

## نام
سعید نفیسی در مقاله‌ای به عنوان «ادبیات فارسی در هندوستان» (مجلهٔ ارمغان شمارهٔ ۸-۹ سال دهم، ص ۵۶۹) می‌نویسد: «تخلص او را بعضی از تذکره‌نویسان به خطا «مکنتی» ضبط کرده‌اند ولی پس از مدتی تتبع بر من معلوم شد که «نکهتی» تخلص می‌کرده و «نکهتی» را «نکتی» تحریف کرده‌اند». دکتر محمد غنی در «The Early Persian Poets of India» تخلص وی را Alankati نوشته‌است.

## جایگاه ادبی
محمد عوفی اولین تذکره‌نویسی است که نام نکتی را در «لباب‌الالباب» خویش درج کرده ولی متأسفانه اشعاری که از او داریم چندان کم است که نمی‌توان در مورد شعر و مقامش درست قضاوت کرد. به گفتهٔ عوفی «تقریر نکت نکتی کاری دراز است، چه نکات لطیف او از حد و عد افزون است و نقود شعر او لطیف و موزون» (لباب‌الالباب، ج۲، ص۵۷)

## نمونه شعر
قصیده‌ای از او که در مدح سلطان محمود غزنوی سروده به نقل از عوفی:
| روی آن ترک نه روی است و بر او نه بر است |  | که بر این نار به بار است و بر آن گل به بر است |
| به طراز قد و خرخیزی زلفین دراز          |  | رستخیز همه خوبان طراز و خزر است               |
| ور به جای مه و خورشید بود یار مرا       |  | اندرین معنی هم جای حدیث و نظر است             |
| ماه کی سرو و قد و سیم تن و لاله رخ است؟ |  | ماه کی نوش لب و نار برو جعد ور است؟           |
| مهر او را دل ما مستقر است این نه عجب    |  | آن شگفت است کجا مستقر او سقر است              |
| وان عجب تر که طلسمی است هوا را که همی   |  | بنسوزد اگر او را چو سقر مستقر است             |
| وان طلسمی که هوا زو بدل اندر می‌سوخت     |  | راستی خسرو شیراوژن پیروزگر است                |
| ملک عادل مسعود خداوند ملوک              |  | که به فضل از ملکان بیشتر و پیشتر است          |

نیز از اوست در توصیف منجنیق:
| چه چیز است آن که یک سو نردبان است؟ |  | دگر سو راست همچون پای شیطان |
| سر زانو بسان فرضهٔ تیر              |  | از او آویخته خرطوم پیلان    |
| دو پشک آهنین بینی مر او را         |  | زده آن پشک را بر پای دیوان  |
| بر آن خرطوم وی صد زلف بینی         |  | همه برتافته چون زلف جانان   |
| چو عشاقش بدو انبوه گردند           |  | بگیرد هریکی یک زلف را ز آن  |
| بیندازد یکی سندان محکم             |  | شود هرکس ز بیم و هول لرزان  |

هم از اوست:
| به نرگس بنگری چون جام زرین  |  | به زیر جام زرین چشمه چشمه |
| تو گویی چشم معشوق است مخمور |  | ز ناز و نیکویی گشته کرشمه |

## پی‌نوشت
1. ↑  سدارنگانی، پارسی‌گویان هند و سند.
2. ↑  سدارنگانی، پارسی‌گویان هند و سند.
3. ↑  سدارنگانی، پارسی‌گویان هند و سند.